# Comuna Karlovo, Plovdiv
Karlovo (în bulgară Карлово) este o comună în regiunea Plovdiv, Bulgaria, formată din orașele Banea, Klisura, Kalofer și Karlovo și 23 de sate. 

## Localități componente

### Orașe
- Banea
- Klisura
- Kalofer
- Karlovo

### Sate
| - Begunți - Bogdan - Domlean - Dăbene - Gorni Domlean - Hristo Danovo - Iganovo - Karavelovo | - Kliment - Kurtovo - Kărnare - Moskoveț - Mracenik - Pevțite - Prolom | - Rozino - Slatina - Sokolița - Stoletovo - Vasil Levski - Vedrare - Voineagovo - Marino Pole |

## Demografie
Componența etnică a comunei Karlovo
     Turci (5,15%)
     Romi (11,05%)
     Bulgari (75,68%)
     Nicio identificare (7,59%)
     Altele (0,51%)
La recensământul din 2011, populația comunei Karlovo era de 52.307 locuitori. Din punct de vedere etnic, majoritatea locuitorilor (75,68%) erau bulgari, existând și minorități de romi (11,05%) și turci (5,15%). Pentru 7,59% din locuitori nu este cunoscută apartenența etnică.